# Franz Karl von Österreich-Toskana

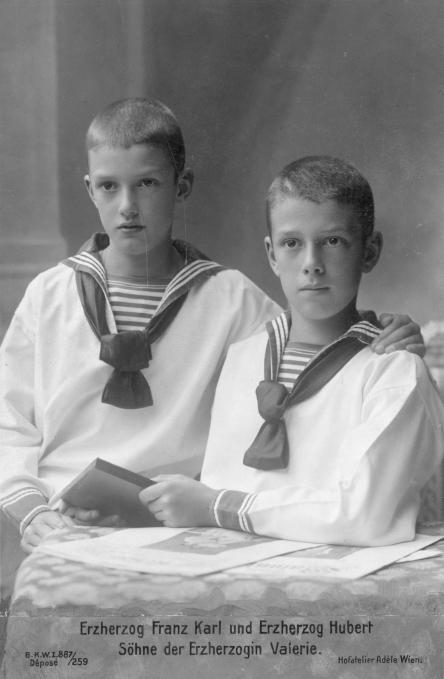
Franz Karl zusammen mit seinem Bruder Hubert Salvator (um 1900)

Erzherzog Franz Karl Salvator Marie Joseph Ignaz von Österreich-Toskana (* 17. Februar 1893 im Wasserschloss Lichtenegg, Wels; † 10. Dezember 1918 in Wallsee) aus dem Hause Habsburg-Lothringen (Linie Habsburg-Lothringen-Toskana) war Erzherzog von Österreich und Offizier.

## Leben

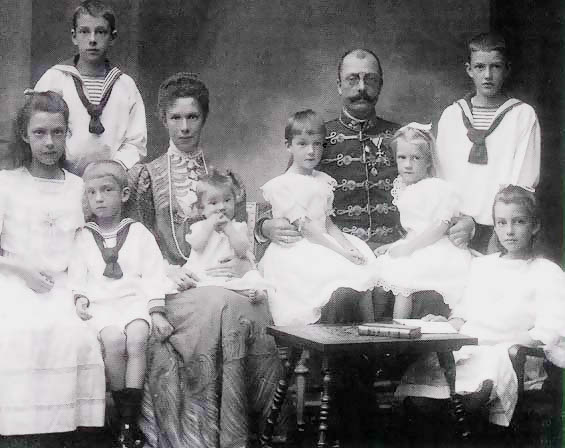
Franz Karl (links) mit Eltern und Geschwistern (um 1905)

Franz Karl war der Sohn von Erzherzog Franz Salvator aus dem toskanischen Zweig der Habsburger und seiner Ehefrau Marie Valerie (1868–1924), Tochter des österreichisch-ungarischen Herrscherpaars Franz Joseph I. und Elisabeth. Franz Karl hatte sechs Schwestern und drei Brüder.
Franz Karl verließ die Militärschule als Oberleutnant. Während des Ersten Weltkriegs von 1915 bis 1918 diente er zuletzt als Hauptmann bei den Kämpfen gegen Russland, Serbien und Rumänien. Er erlebte noch das Ende des Krieges und die Auflösung Österreich-Ungarns, allerdings war er bereits sehr krank. Franz Karl starb am 10. Dezember 1918 im Alter von 25 Jahren in Wallsee–Sindelburg Laut Sterbebuch starb er auf Schloss Wallsee an „Grippe, Lungenentzündung“, die für die Spanische Grippe übliche Bezeichnung, die in der Gegend seit Ende Oktober Todesopfer forderte. Er war unverheiratet und kinderlos geblieben.